# Malene Mortensen
Malene Winter Mortensen (23 de mayo de 1982) es una cantante danesa. 

## Biografía
Malene nació y creció en un ambiente musical, al ser sus progenitores músicos. Su padre, Jens Winther, es trompetista y compositor, y su madre, Karen Mortensen, profesora de música.

### Carrera musical
De los 11 a los 16 años cantó en el Coro Infantil de la Real Academia de Música Danesa. 
A los 12 años, Malene era la vocalista de la banda de rock infantil "Rocking Rabbits", bajo el liderazgo del cantante de blues Chaeg. 
Posteriormente, hizo su presentación en la escena musical de su país en 2001, durante la primera sesión de "Stjerne for en aften", la edición danesa del programa televisivo "Estrella por una noche". Malene lo hizo con una interpretación de Moloko, "Sing it back". El año siguiente, Malene entró en el "Danish Melodi Grand Prix", la preselección nacional danesa para la competición de la canción del concurso artístico Eurovisión. Aunque su canción ""Vis mig hvem du er" resaltó firmemente en la final nacional, recibiendo marcas superiores a todas las regiones a través del televoto, ella cosechó un gran fracaso en Festival de la Canción de Eurovisión 2002, con la canción en versión inglesa de "Tell me who you are". Su interpretación recibió solamente siete puntos, poniéndose en último lugar entre los 24 países que participaban. El resultado imprevisto de Eurovisión resultó un retroceso respecto a sus logros anteriores, pero no hizo que abandonase su carrera musical. En 2003 lanzó su álbum llamado Paradise. Este disco, marcado por el jazz moderno, fue apoyado por tres de los mejores y más conocidos músicos del jazz de Dinamarca: El Lan Doky (piano), Niels-Henning Ørsted Pedersen (bajo) y Alex Riel (percusión).

## Discografía
- Paradise (2003)
- Date With A Dream (2005)
- Malene (2006)
- Desperado (2007)
- Still in Love With You (2014)